# مايكل داهل
مايكل داهل (1659م - 1743م)، رسام سويدي، كان يعيش ويعمل في إنجلترا معظم حياته المهنية وتوفي هناك. كان واحدا من أكثر الرسامين السويديين المعروفين عالميا في وقته. رسم لوحات العديد من الأرستقراطيين وبعض أفراد العائلات المالكة من بريطانيا العظمى، والأمير جورج من الدنمارك، وكريستينا المنفي من السويد.

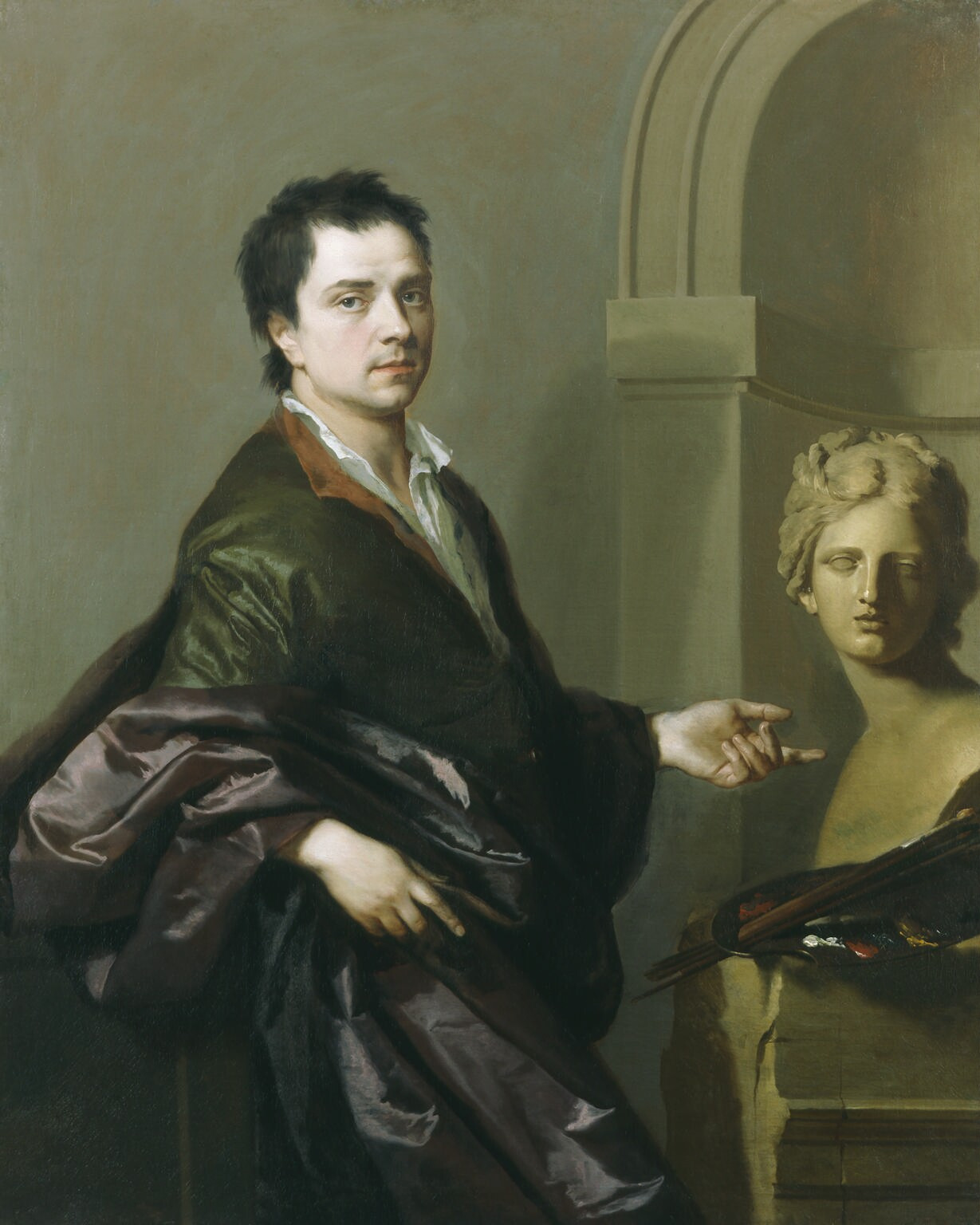
صورة لمايكل داهل بتاريخ 1691. معرض الصور الوطني في لندن.

## الطفولة
ولد مايكل داهل في ستوكهولم، في 1656 أو 1659. معظم المصادر تشير إلى 1659. ومن المفترض أن والدته كاتارينا داهل قد قدمت العديد من التضحيات الصامتة لإعطاء مايكل فرصة التعليم الجيد، حتى لا تهدر موهبته. وفقا لرسائل كتبها مايكل من روما إلى والدته مرة أخرى في السويد، وقالت انها قد أثار له وشقيقته بطريقة قديمة الطراز وروح المسيحية.

## المرحلة الدراسية
في سن 15 عاما على الأقل، كان داهل قد قرر أن يدرس الفن، على الرغم من الخيارات الوحيدة في السويد في ذلك الوقت كانت التلمذة الصناعية في نقابة الرسامين أو الانضمام إلى مارتن هانيبال وديفيد كلوكر إهرنسترال.
تلقى مايكل دروسه الأولى في الفن في عام 1674 من الرسم الهنغاري، الذي طلب منه أن يأتي إلى السويد من إيطاليا من قبل الرسام السويدي البارز ديفيد كلوكر إهرنسترال لمساعدته في تأسيس أكاديمية صورة ولتعليم الطلاب والهواة العناصر الأولى من الرسم. تتألف مجموعة هانيبال وإهرنسترال من حفنة من الطلاب الذين تدرسهم مارتن هانيبال وديفيد كلوكر إهرنسترهل. وبما أن هناك مدرسين، فقد قسمت المجموعة.
كان الطلاب أولا تحت قيادة هانيبال لتعلم أساسيات الرسم، وإذا أظهروا مهارة، فقد أتيحت لهم الفرصة لانتزاعهم لمواصلة دراستهم مع إهرنسترال. وهذا يشير إلى أن إهرنسترال كان رساما أفضل من هانيبال، الذي لا يمكن تقييم موهبته بسهولة لأنه لم يتم التعرف على أي من أعماله. المنافسة الوحيدة من نفس الدوري كما مجموعة هانيبال وإهرنسترال، وكان مارتن ميجتنس الأكبر، الذي لم يستقر في ستوكهولم حتى 1681، وبالتالي لم يكن خيارا لداهل في منتصف السبعينات. لم تكن نقابة الرسامين خيارا لداهل سواء بسبب عدم وجود الفنانين المعاصرين المعروفين كأعضاء. وهكذا بدأ مايكل داهل في الدراسة في مجموعة هانيبال وإهرنسترال في 1674. على الرغم من أنه لم يتم تأكيده بشكل كامل، كان داهل واحدا من الطلاب الذين سمح لهم بالاستمرار مع إهرنسترال كمدرس. الطلاب المعاصرين مع داهل هم لودفيغ وياندت، ديفيد فون كرافت، ديفيد ريشتر الأكبر، هانز جورج مولر، أندرياس فون بهن وإريك أوترهيلم.

## زواجة
في عام 1705 تزوج داهل فتاة إنجليزية لم يتم استرجاع اسمها بعد. وكان لديهم معا ابن، مايكل، وبنتان، دوروثي وكاثرين. وكانت العائلة تحظى باحترام كبير من قبل الناس المهتمين بالفن في الحي.

## بعض من رسماته الشهيرة

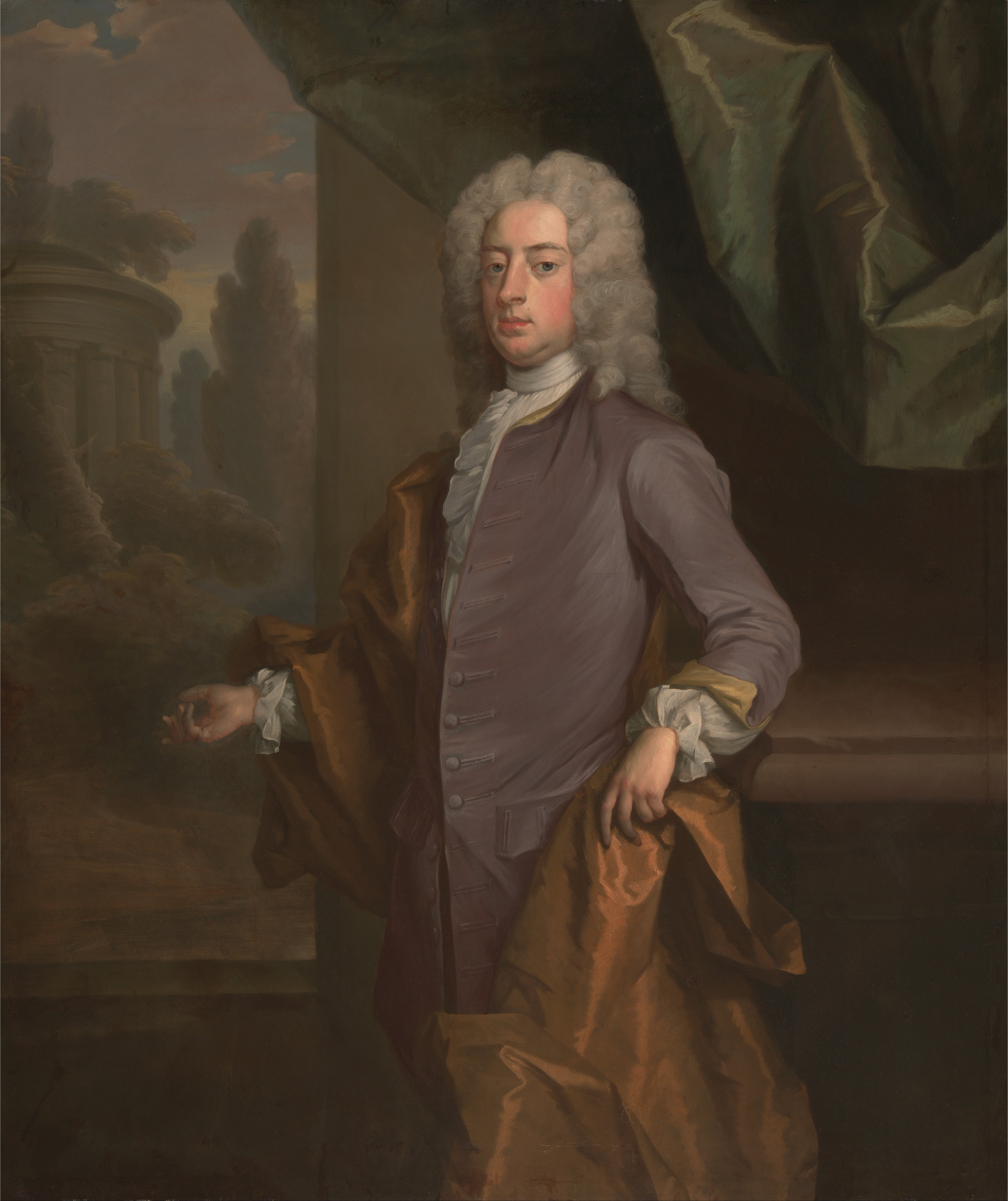

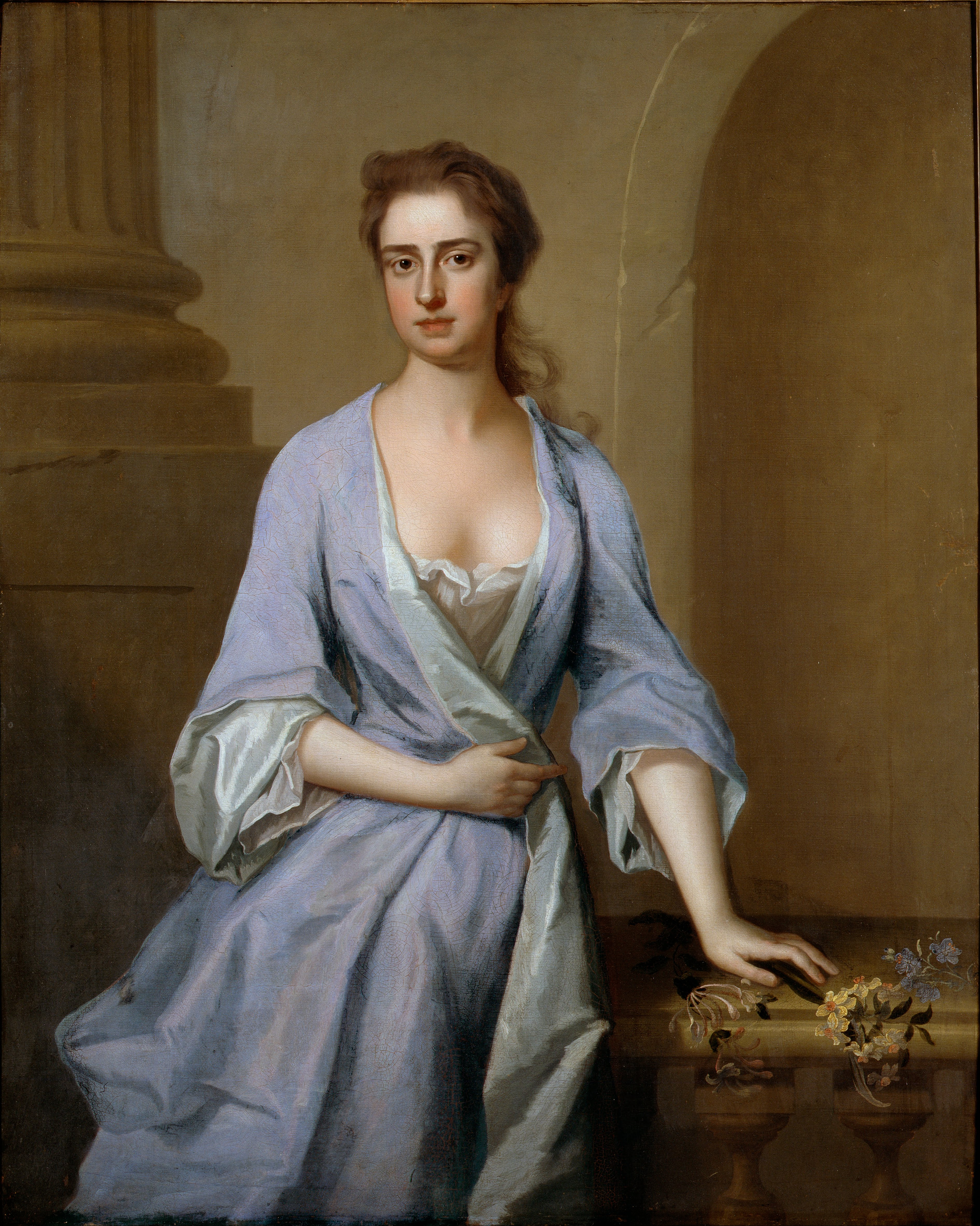

مايكل داهل - صورة رجل.
مايكل داهل - صورة سيدة.

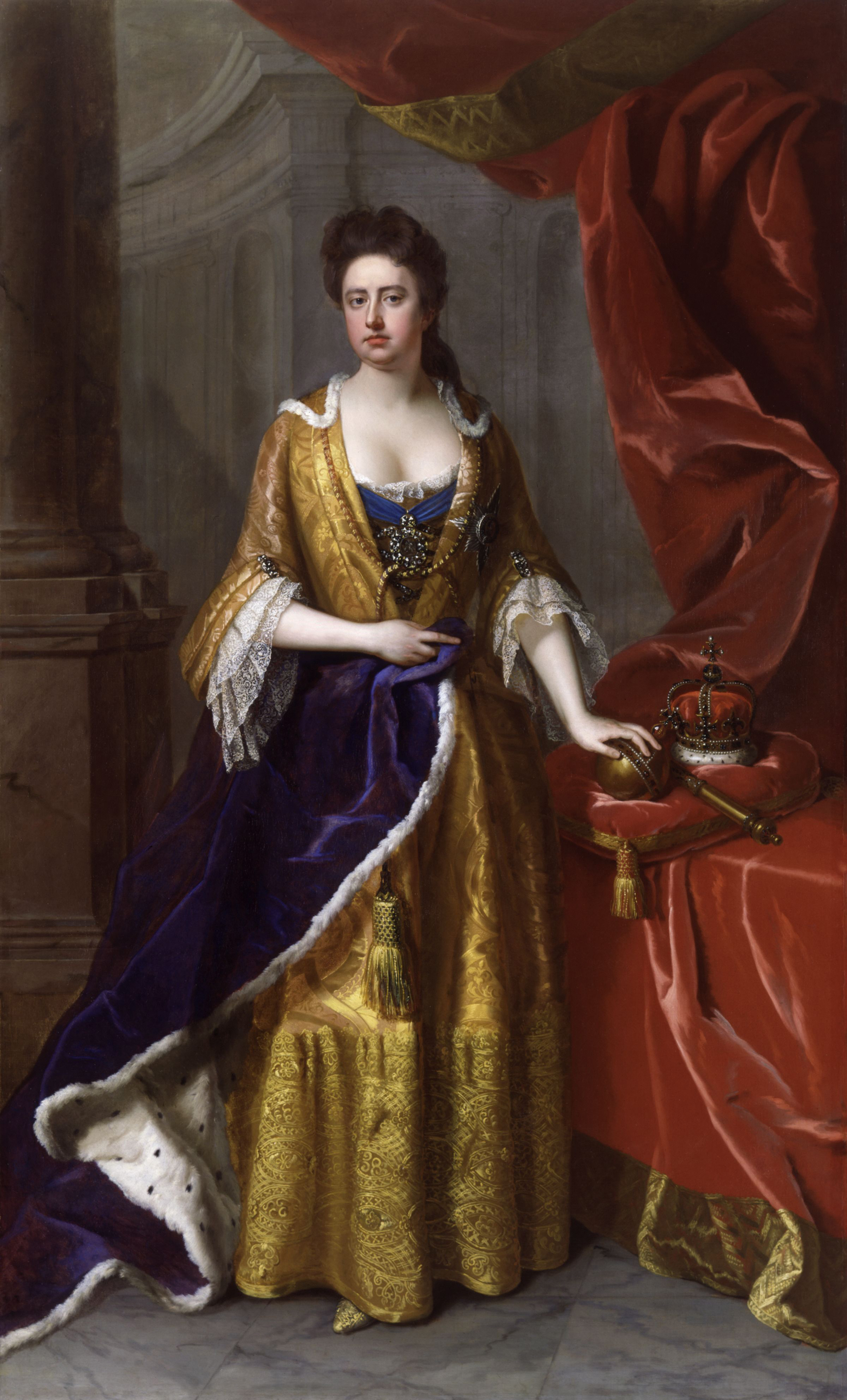

مايكل داهل - صورة الملكة آن ملكة بريطانيا العظمى (رسمها عام 1705).

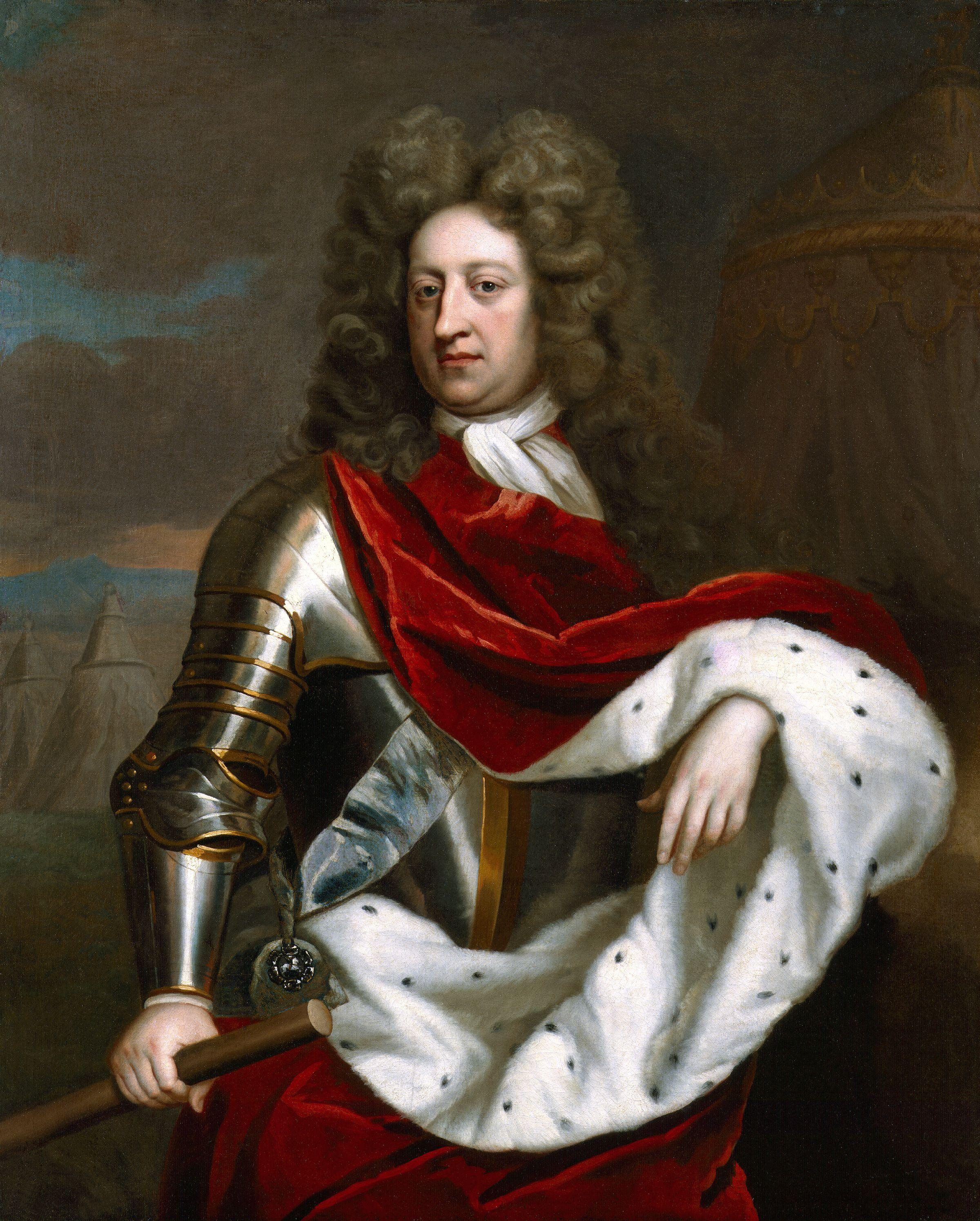

مايكل داهل - صورة زوج الملكة آن، الأمير جورج الدنمارك (رسمها عام 1705).

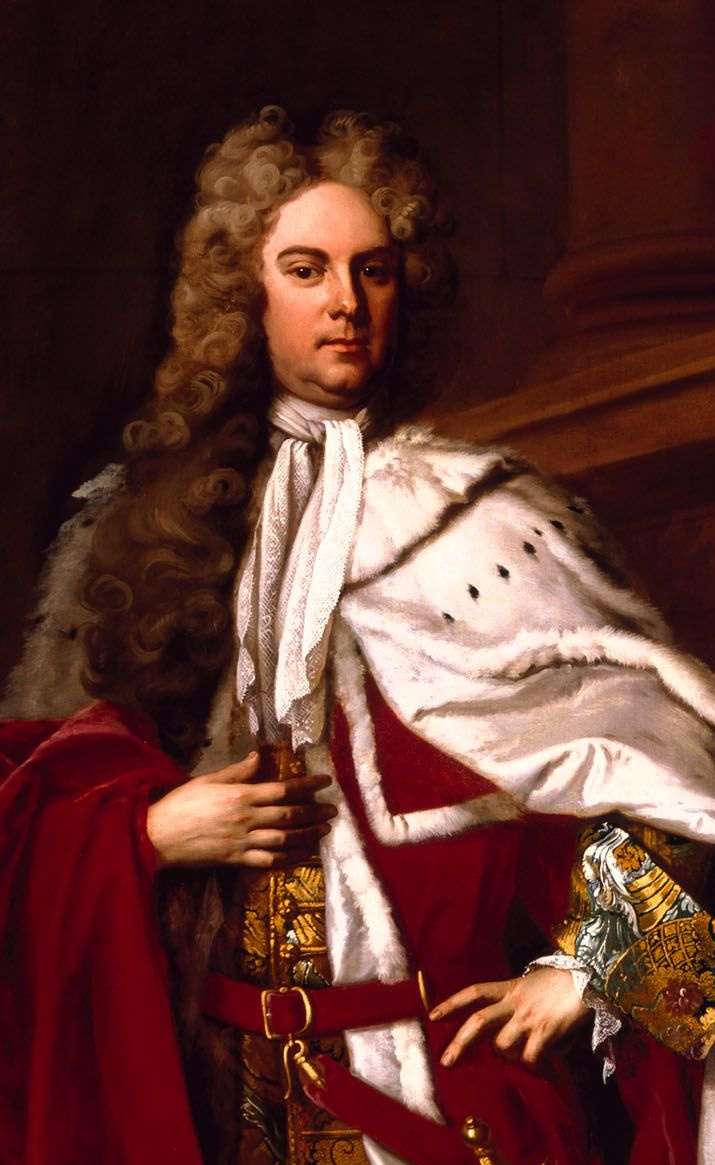

مايكل داهل - صورة جيمس بريدجيس (رسمها عام 1716).
- - مراجع**:

1. http://www.bbc.co.uk/arts/yourpaintings/paintings/sir-john-pole-164917071708-3rd-bt-mp-99058
2. https://artuk.org/discover/artworks/search/actor:dahl-i-michael-165616591743
3. http://www.ne.se/michael-dahl
4. http://runeberg.org/nfbe/0581.html
- كتبت من قبل Feras Ameer

2017/8/31